# PKP-Baureihe EN94
Die Baureihe EN94 sind zweiteilige elektrische Triebzüge der Polnischen Staatsbahnen (PKP). Die 40 Triebzüge wurden von Pafawag hergestellt und auf der Warschauer Pendlerbahn eingesetzt. Sie waren vom Charakter her Überlandstraßenbahnen.
Die Triebzüge waren bis 2016 in Betrieb. Danach wurden sie ausgemustert. Der EN94-40a/b ist als Museumsfahrzeug erhalten geblieben.

## Geschichte
Um die Triebwagen der PKP-Baureihe EN80 der Warschauer Pendlerbahn zu ersetzen, bestellten die PKP Ende der 1960er Jahre neue Fahrzeuge. 1968 lieferte Pafawag in Wrocław einen ersten Prototyp, der als EN94-01 bezeichnet wurde. Mit der Typbezeichnung 101N wurde zum Ausdruck gebracht, dass es eine Straßenbahn war. Das neue Fahrzeug konnte im Vergleich zu den vorhandenen Fahrzeugen doppelt so schnell beschleunigen und doppelt so viele Fahrgäste aufnehmen.
In der Erprobungsphase stellten sich viele Punkte heraus, die Pafawag konstruktiv änderte und ab 1971 mit der Serienproduktion mit dem Typ 101Na begann. Die Drehfalttüren des Prototyps wurden bei den Serienfahrzeugen durch Schiebetüren ersetzt, die dreigeteilten Fenster in den Seitenteilen durch zweigeteilte. Außerdem war die Serie kantiger geworden.
Bis Ende 1972 konnten alle 39 Fahrzeuge ausgeliefert werden und die Vorkriegstriebwagen ersetzt werden. Der Prototyp wurde später mehrfach umgebaut und in seinem Äußeren der Serie angepasst. Schon in den 1980er Jahren mussten einige Fahrzeuge nach größeren Unfällen ausgemustert und verschrottet werden, so auch der Prototyp EN94-01, der 1989 auf einen Betonblock fuhr.
Mit der Lieferung des EN95 wurden die weitere Fahrzeuge 2004 ausgemustert und als Ersatzteilspender verwendet. Nach weiteren Lieferungen von PESA und Newag konnte auf die Fahrzeuge verzichtet werden, zumal die Neubauten alle Niederflurtechnik besaßen.
Als 2013 die Umstellung der Netzspannung auf 3 kV Gleichspannung geplant wurde, die sich bis 2016 hinzog, wurden die letzten Triebzüge ausgemustert. Der EN94-40 wurde als Museumsfahrzeug bestimmt und wieder aufgearbeitet. Der EN94-25 sollte 2016 für ein Cafe in Skierniewice verwendet werden, wobei äußerlich der Originalzustand erhalten werden sollte.

## Konstruktion
Die zweiteiligen Gelenktriebzüge besitzen einen kantigen Grundriss. Die beiden Antriebsdrehgestelle befinden sich an den Fahrzeugenden, die Fahrzeugteile stützen sich in der Mitte auf ein antriebsloses Jakobs-Drehgestell ab. Zwischen den Wagen gibt es einen mit Gummirollen geschützten und abgedichteten Durchgang. Die Wagenkästen in Spantenbauart sind außen mit korrosionsbeständigen Blechen von 2 mm Stärke verkleidet, der Innenraum war neben der Wärmedämmung mit Verkleidungsplatten belegt.
Die fest gekuppelten Triebzüge sind als Zweirichtungsfahrzeuge ausgelegt. Jeder Endwagen besitzt einen Führerstand und einen Fahrgastbereich ohne Abteile. Die Fahrzeuge besaßen keine Toilette. Die Sitze bestanden aus Aluminiumrohr-Profilen. Ursprünglich waren sie mit Schaumstoff belegt, ab den 1990er Jahren erhielten sie Hartplastikbezüge. Der Innenraum wurde elektrisch mit unter den Sitzen angebrachten Heizkörpern beheizt.
Die Gleichstromfahrzeuge hatten einen auf dem Dach platzierten Stromabnehmer, der den Strom für das im selben Segment liegende Antriebsdrehgestell lieferte. Die elektrische Steuerung war unter dem Wagenboden untergebracht. Der Antrieb wurde durch ein einseitiges Stirnradgetriebe von 60:17 auf die Antriebsräder übertragen. Die Wagen besaßen eine indirekte Bremse Bauart Oerlikon.